# 蓮花山 (大嶼山)
蓮花山（英語：Lin Fa Shan）是香港一座海拔766米的山峰，位於新界大嶼山中部梅窩及東涌黃龍坑之間，是香港第七高的山峰。

## 行山路線
- . 山全部都係山 www.hkallshan.com. 11月11日  [11/11/2023]. （原始内容存档于2024-07-15）.